# خیابان پنسیلوانیا

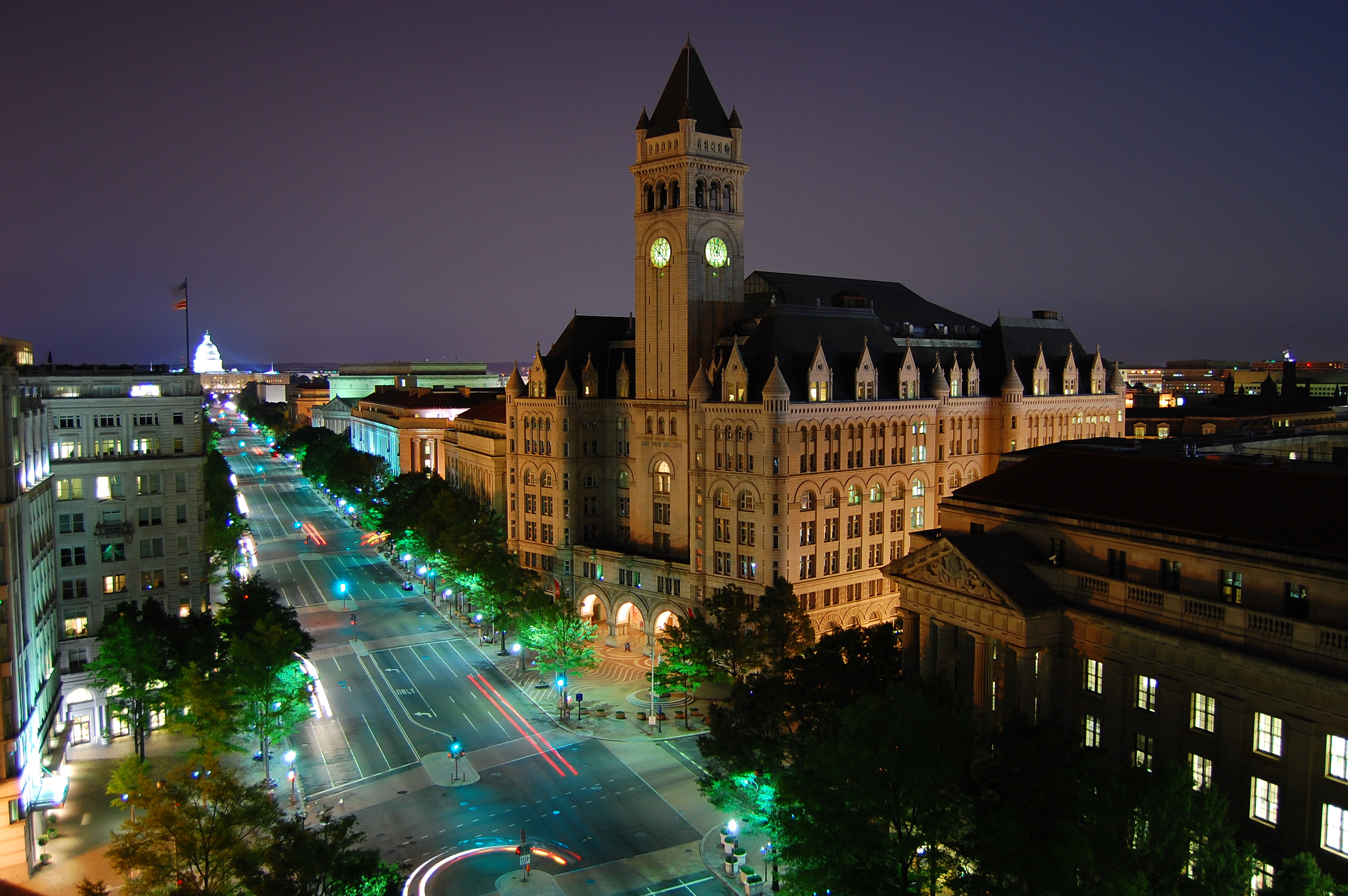
نمایی از پاویلیون و ساختمان سابق مرکزی پُست آمریکا در خیابان پنسیلوانیا، در انتهای خیابان، کاخ سفید واقع شده‌است.

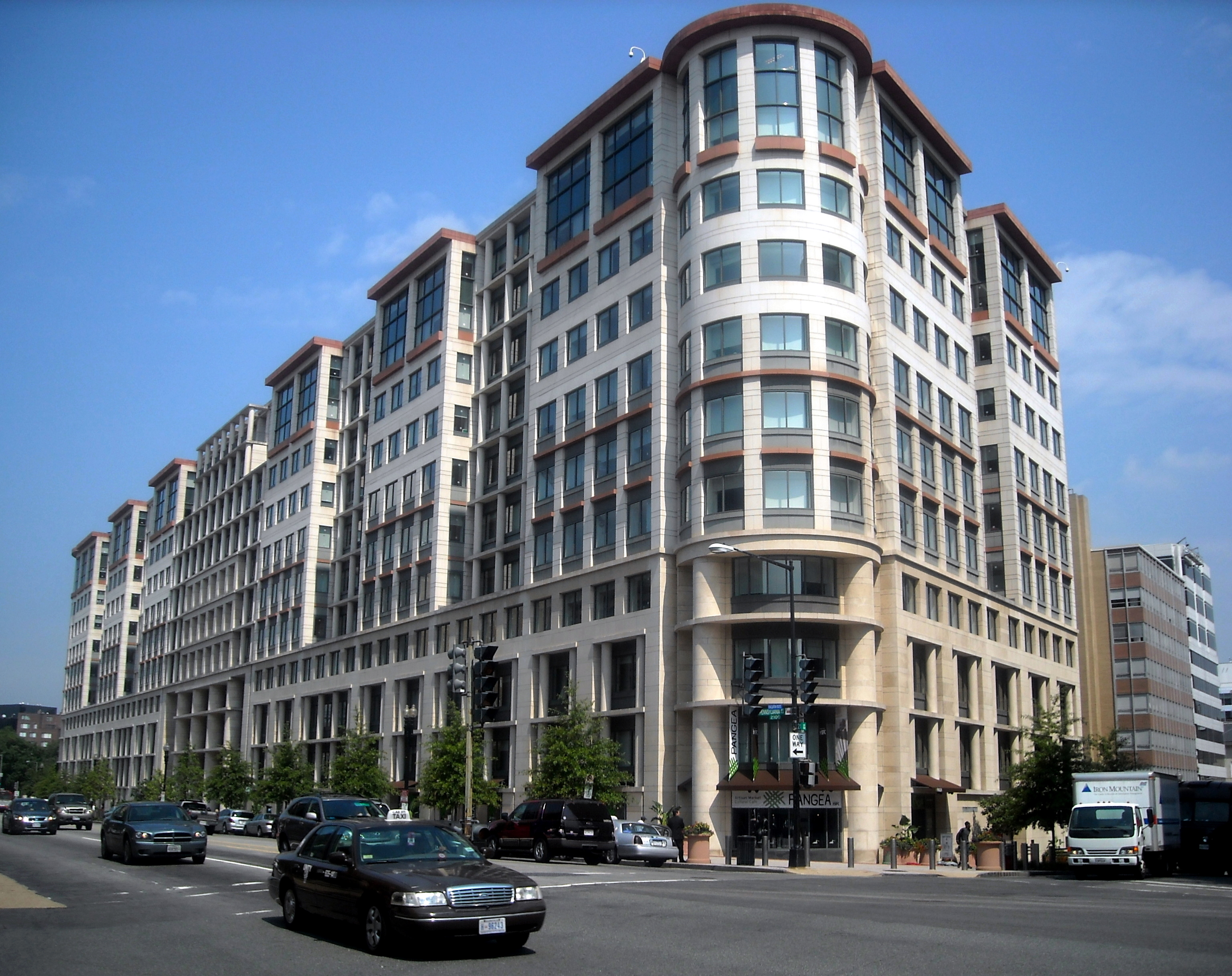
ساختمان مرکزی مؤسسه مالی بین‌المللی در خیابان پنسیلوانیا.

خیابان پنسیلوانیا (به انگلیسی: Pennsylvania Avenue)، یکی از خیابان‌های اصلی شهر واشینگتن، دی.سی.، پایتخت ایالات متحده آمریکا است. کاخ سفید در پلاک ۱۶۰۰ خیابان پنسیلوانیا واقع شده‌است.
بیشتر ساختمان‌های دولتی واقع‌شده در خیابان پنسیلوانیا در دهه ۱۹۳۰ و با معماری نئوکلاسیک ساخته‌شده‌اند.
سفارت‌خانه‌های کانادا، اسپانیا و مکزیک در خیابان پنسیلوانیا  واقع شده‌اند.